# Tris (gioco)

Esempio di partita a tris

Esempio di partita a tris su griglia tridimensionale

Il tris è un popolare gioco di carta e matita astratto a informazione completa.

## Descrizione
Si gioca su una griglia quadrata di nove caselle.
A turno, i giocatori scelgono una cella vuota e vi disegnano il proprio simbolo (di solito un giocatore ha come simbolo una croce e l'avversario un cerchio). Vince il giocatore che riesce a disporre tre dei propri simboli in linea retta orizzontale, verticale o obliqua. Se la griglia viene riempita senza che nessuno dei giocatori sia riuscito a completare una linea retta di tre simboli, il gioco finisce in parità. Nel caso in cui il gioco finisse in parità, la partita è detta "patta", come nel gioco degli scacchi.

## Storia
Si hanno dei vecchi ritrovamenti nell'antica Roma, dove i soldati giocavano fra di loro; il gioco prendeva il nome di terni lapilli.

## Il tris nell'informatica e nella teoria dei giochi
Il gioco viene spesso utilizzato come elemento pedagogico per spiegare la teoria dei giochi e le basi dell'intelligenza artificiale. Si tratta infatti di un gioco a informazione perfetta a somma zero, di cui si conosce la "strategia perfetta", ovvero l'equilibrio di Nash. Poiché il numero di possibili situazioni (la complessità dello spazio degli stati) è estremamente ridotto rispetto ad altri giochi, il tris è stato il primo gioco della storia a essere giocato da un computer; il programma era OXO, sviluppato per il computer EDSAC (1952).

## Curiosità
Nel film Wargames il protagonista utilizza il Tris per insegnare al computer del NORAD che ci sono giochi che è impossibile vincere.